# UFC on ESPN: Hermansson vs. Vettori
UFC on ESPN: Hermansson vs. Vettori (även UFC on ESPN 19 och UFC Vegas 16) var en MMA-gala anordnad av UFC. Den ägde rum 5 december 2020 vid UFC APEX i Las Vegas, NV, USA.

## Bakgrund
Huvudmatchen var tänkt att vara en mellanviktsmatch mellan Darren Till och Jack Hermansson, men 6 november rapporterades det att Till skadat sig och var tvungen att dra sig ur. Kevin Holland klev in som Tills ersättare, men 28 november testade han positivt för covid-19 och ströks från kortet.
Marvin Vettori, som var tänkt att möta Jacaré Souza en vecka senare vid UFC 256 blev istället flyttad till den här galan och huvudmatchen.
UFC valde även att boka in Holland som Jacarés nye motståndare vid UFC 256.

## Ändringar
En bantamviktsmatch mellan Louis Smolka och José Alberto Quiñónez var planerad till UFC Fight Night: Felder vs. dos Anjos, men Smolka tvingades dra sig ur den på grund av biverkningar från bantningen samma dag som galan gick av stapeln. De två bokades om till den här galan.
På matchdagen fick två matcher strykas på grund av positiva covid-19-prov. Movsar Evloev mot Nate Landwehr och Montana De La Rosa mot Taila Santos. 
Senare på matchdagen fick även matchen mellan Cody Durden och Jimmy Flick på grund av en skada.

### Invägning
Vid invägningen strömmad via Youtube vägde utövarna följande:
1. ↑  Saint Preux missade vikten och fick böta 20% av sin purse till sin motståndare

## Resultat

### Bonusar
Följande MMA-utövare fick bonusar om 50 000 USD vardera:
- Fight of the Night: Marvin Vettori vs. Jack Hermansson
- Performance of the Night: Gabriel Benítez och Jordan Leavitt